# Голубовці
Голубовці (серб. кир.: Голубовци) — невелике містечко в Чорногорії. Центр міської громади Голубовці муніципалітета Подгориця.
За переписом 2011 року в ньому проживає 3110 мешканців, тоді як міський муніципалітет Голубовців має приблизно 16 093 мешканців.

## Міський муніципалітет
Місто Голубовці є місцем розташування міської громадаи Голубовців (чорногорською: Gradska opština Golubovci), підрозділу муніципалітета Подгориця. Місто лежить на віддалі приблизно 15 км на південь від міста Подгориці в родючій Зетській рівнині.

## Транспорт
Іноді місцеві жителі називають аеропорт Подгориці аеропортом Голубовців, бо відстань від аеропорту до міста лише 5 км.
Голубовці знаходиться поруч із трасою М-2, Подгориця — Бар (E65 / E80), основним чорногорським автомобільним сполученням між узбережжям та північною частиною країни. Частина цієї дороги проходила через центр Голубовців, що спричиняло часті затори протягом літнього туристичного сезону, це призвело до будівництва 4-смугової подвійної проїзної частини, об'їзної дороги Голубовців, у 2018 році.
Є залізнична станція «Голубовци» / «Golubovci» залізниці Белград — Бар (Трансбалканської залізниці).

## Спорт
У місті діє футбольний клуб «Зета», один з найуспішніших чорногорських футбольних клубів за останні роки. Домашні ігри вони проводять на стадіоні «Трешниця». Баскетбольна команда міста — KK Zeta 2011.

## Етнічний склад

### Міста (2011)
- Серби — 1920 (61,7 %)
- Чорногорці — 844 (27,4 %)
- Без відповіді — 265 (8,5 %)
- Інші 81 (2,6 %)
- Разом — 3110

### Муніципалітет (2011)
- Чорногорці — 10574 (65,15 %)
- Серби — 4190 (25,81 %)
- Інші / неуточнені — 1467 (9,04 %)
- Всього — 16 093

## Галерея

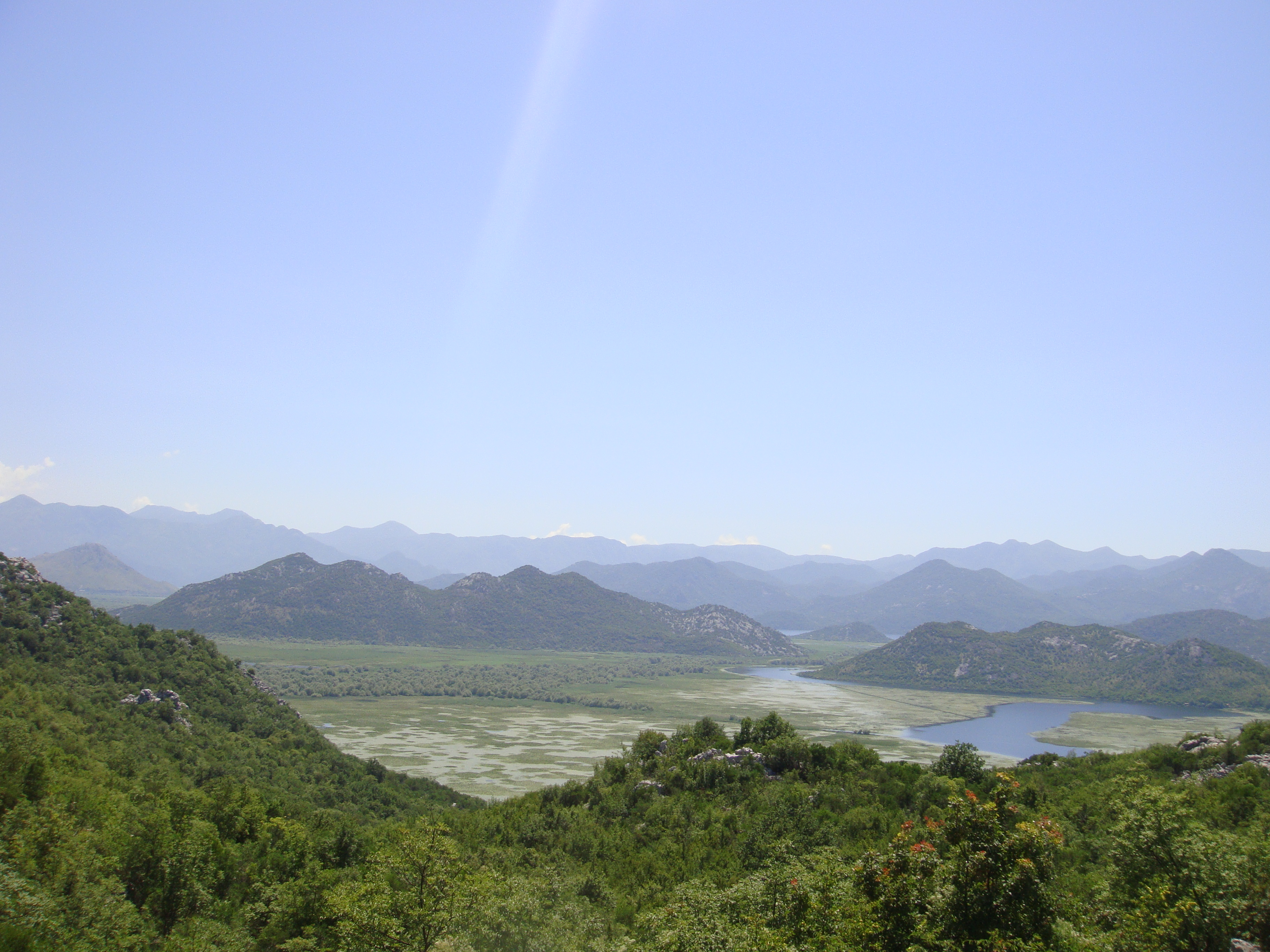
Скадарське озеро
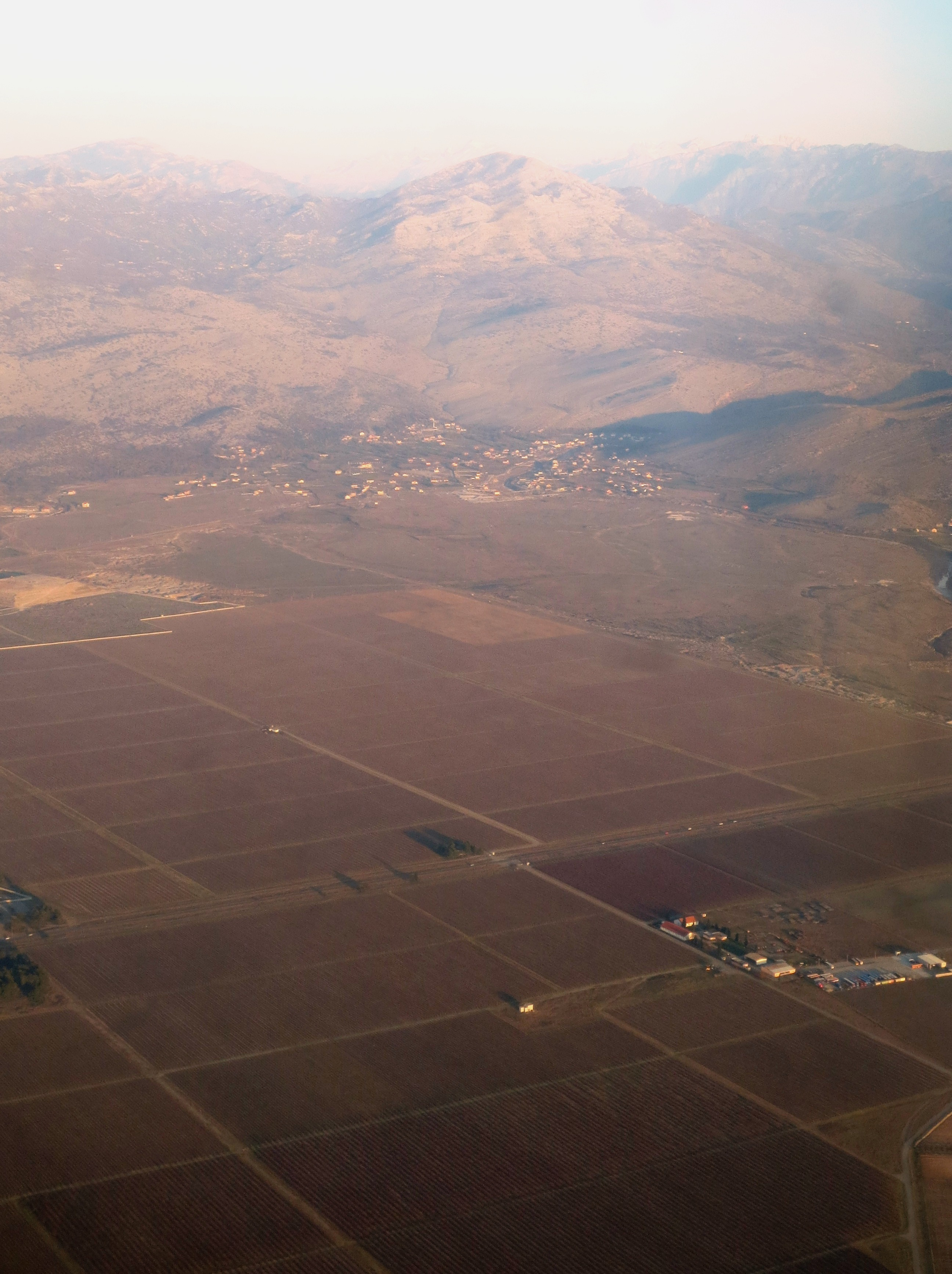
Зетова рівнина
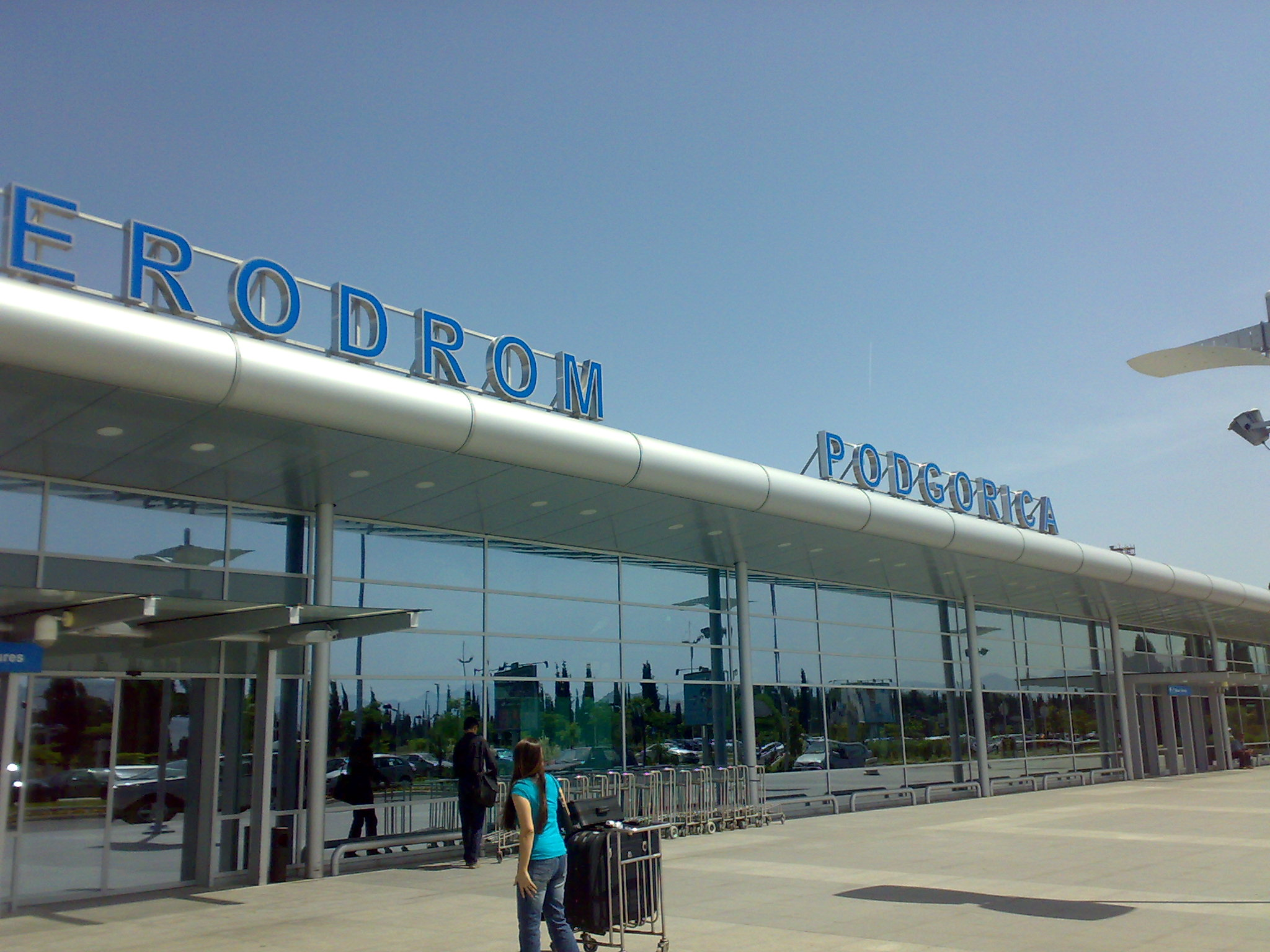
Аеропорт Голубовці
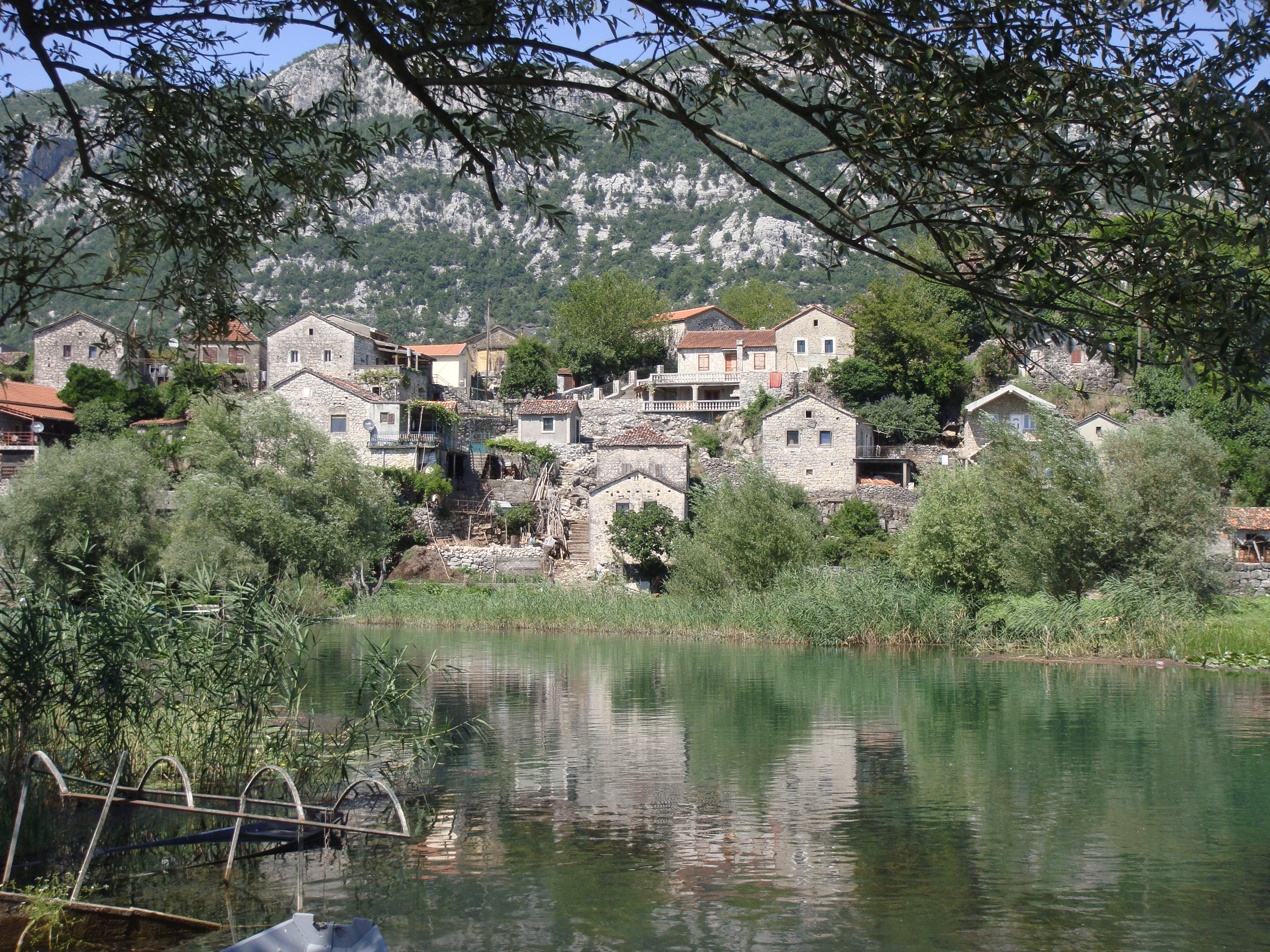
Додоші, Скадарське озеро
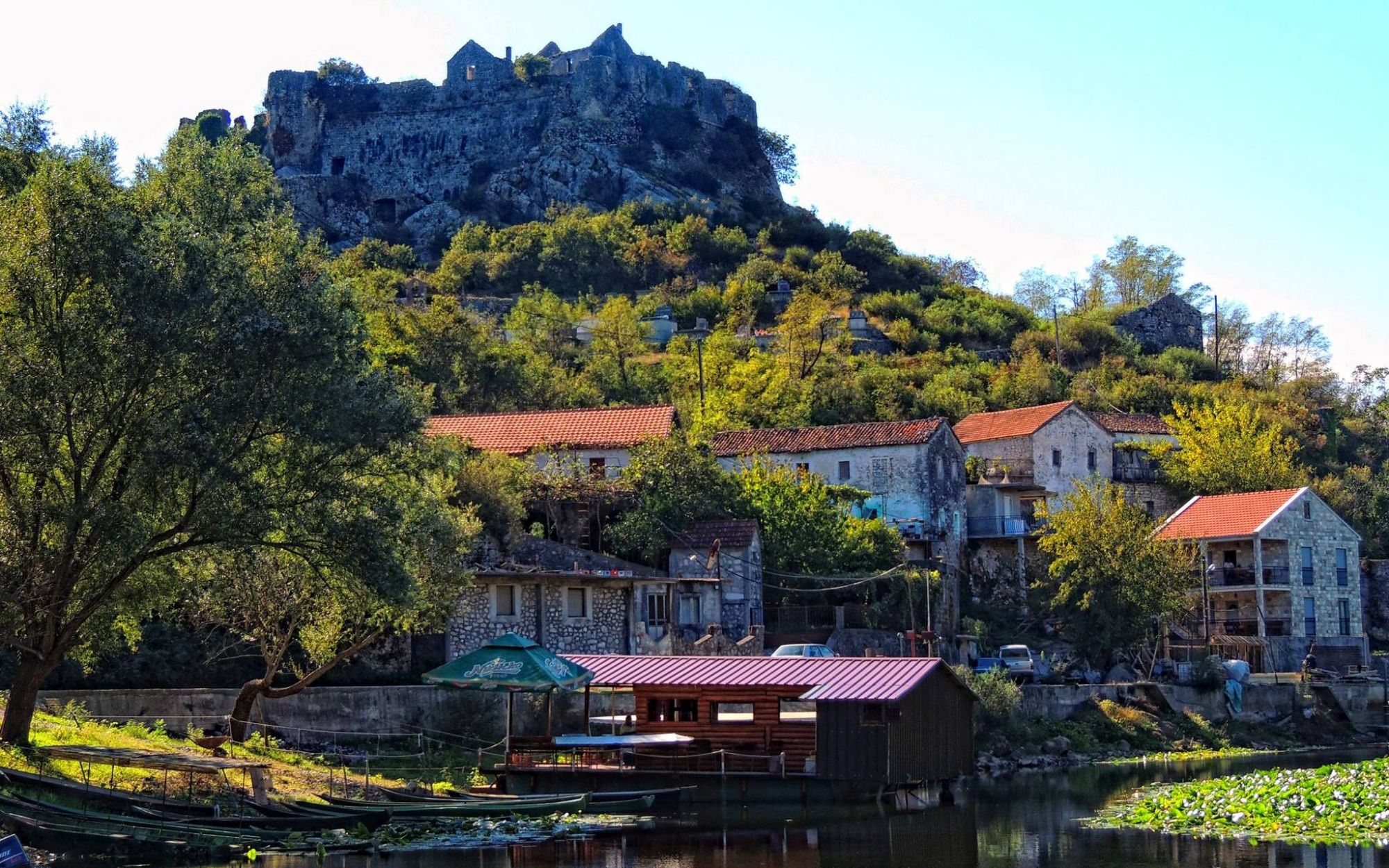
Замок Жабляк Черноєвича[sr]
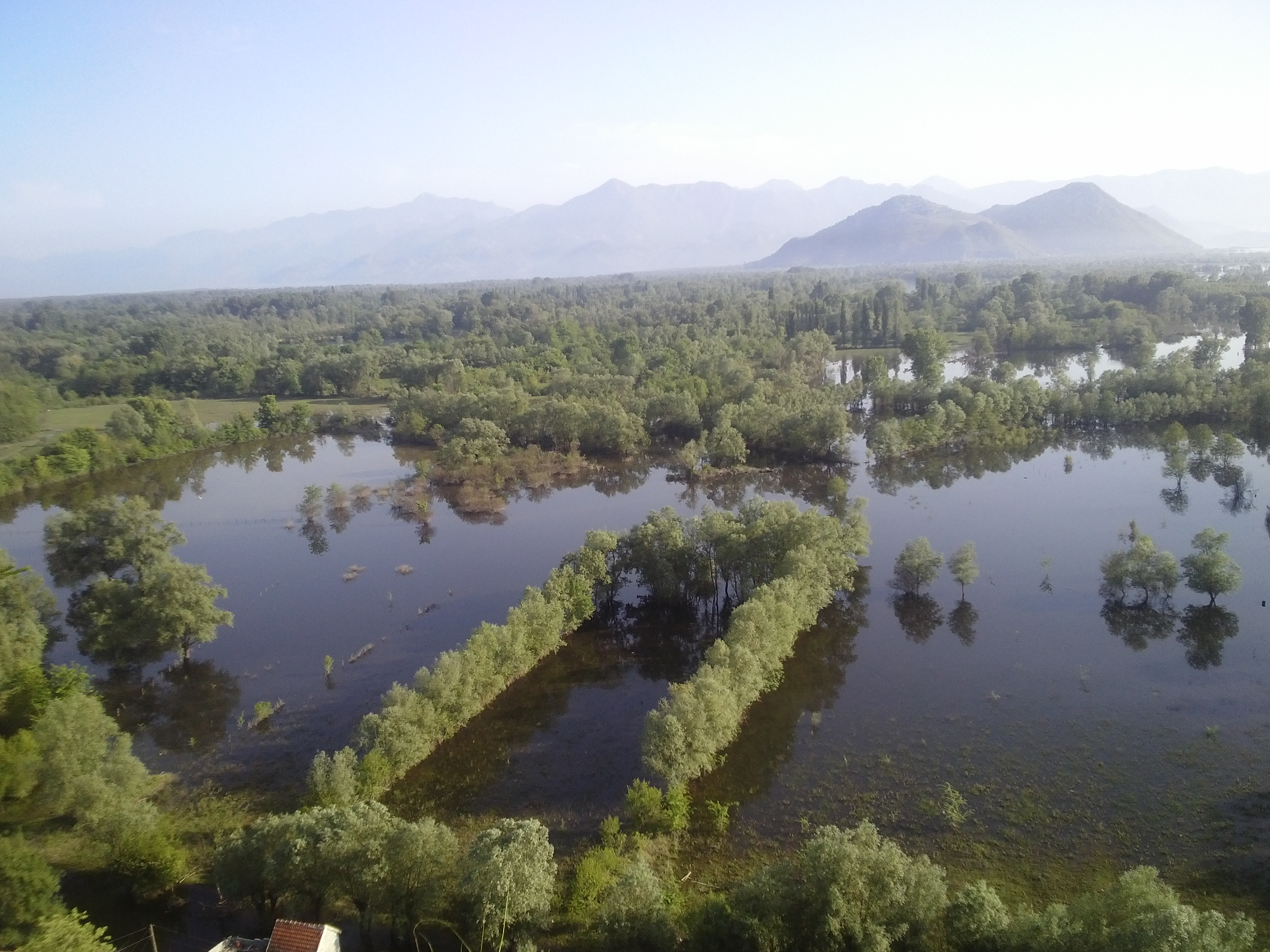
Острів Вранжина
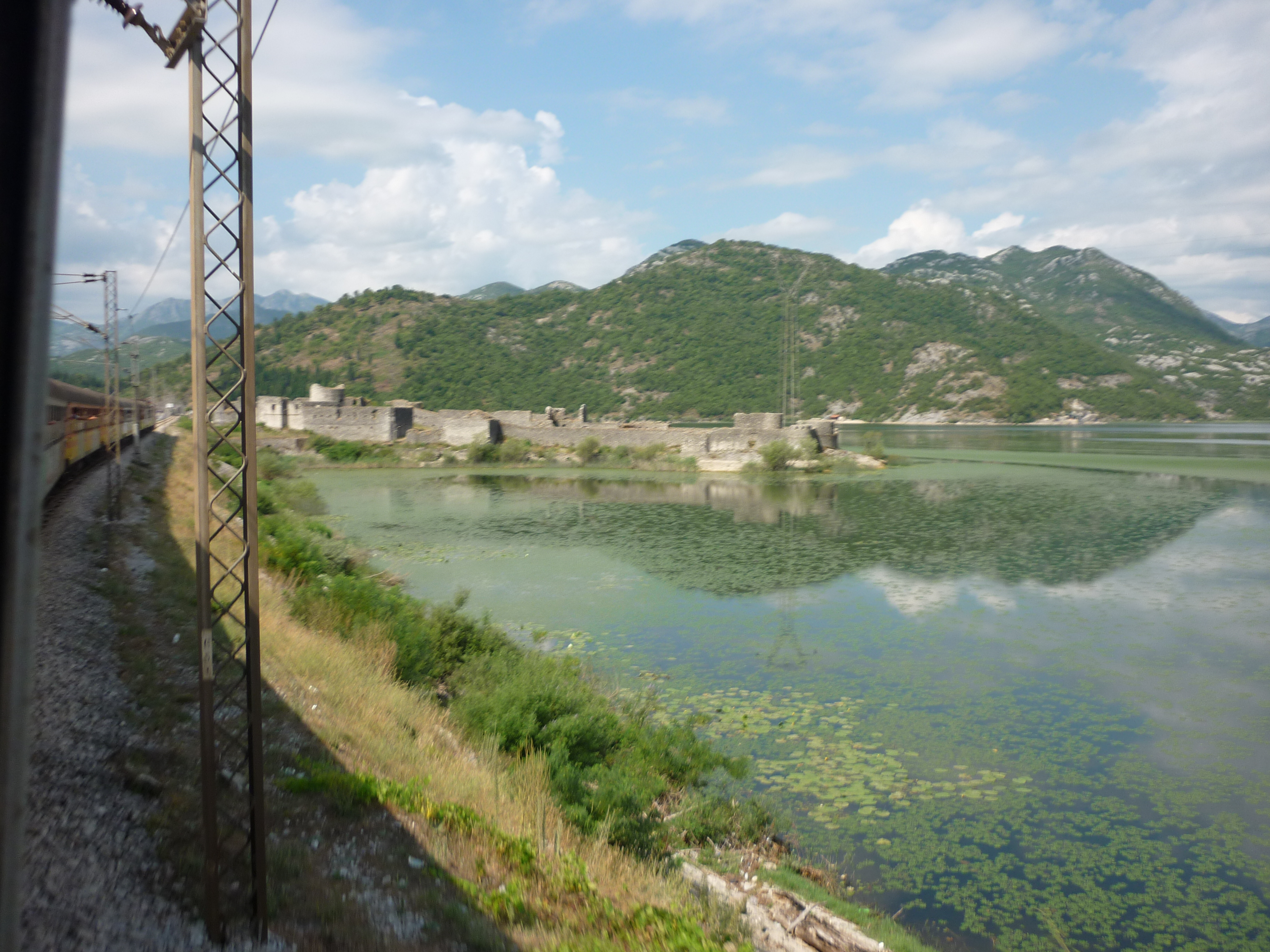
Фортеця Лесендро
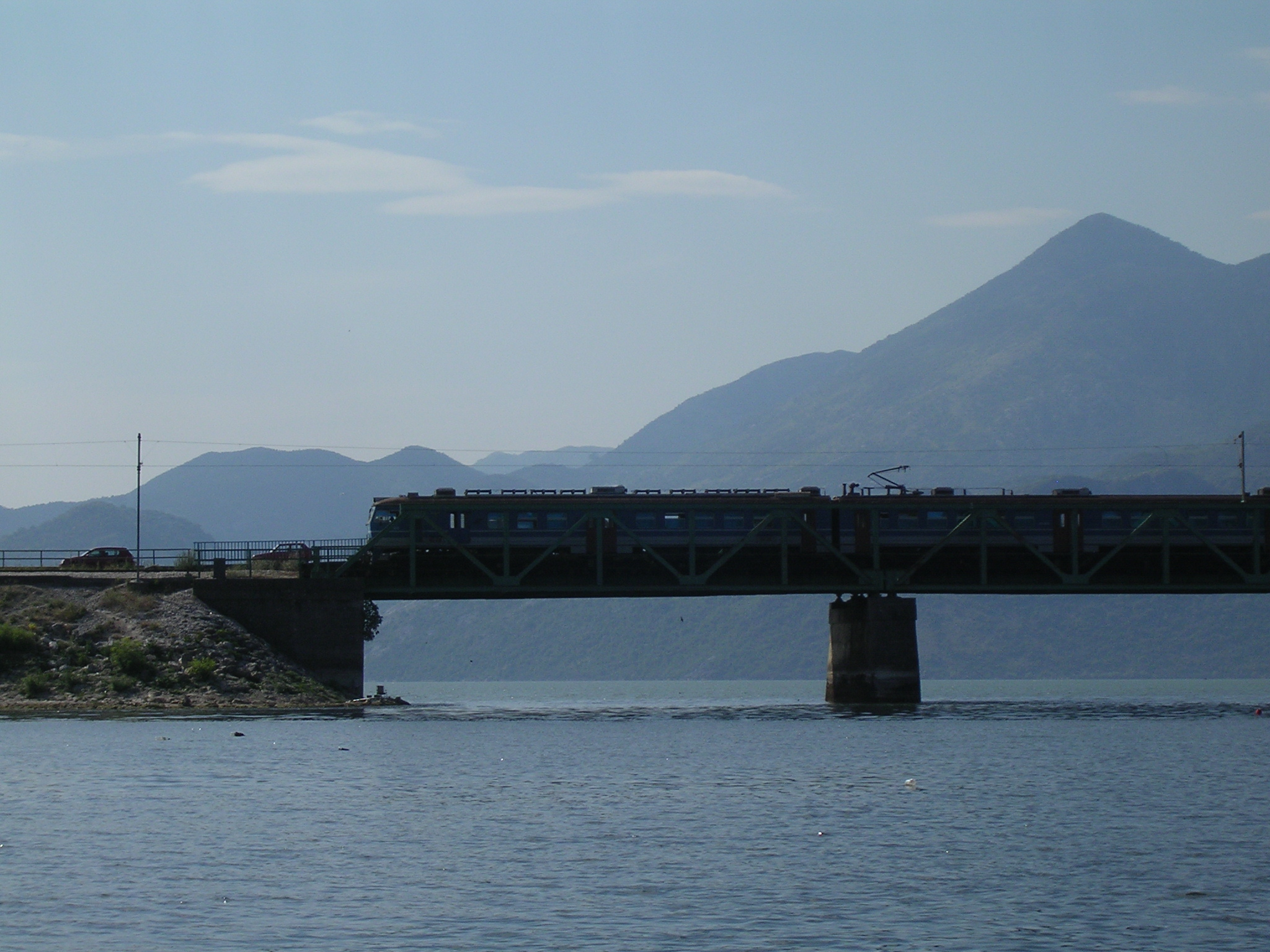
Залізниця Белград — Бар

## Відомі уродженці
- Велимир Терзич[sr] — генерал-полковник ЮНА, історик.